# روبرت كلارك (سياسي)
روبرت كلارك (بالإنجليزية: Robert Clark)‏ هو سياسي أمريكي، ولد في 12 يونيو 1777 في الولايات المتحدة، وتوفي في 1 أكتوبر 1837 في الولايات المتحدة. حزبياً، نشط في الحزب الجمهوري الديمقراطي. وقد انتخب عضو جمعية ولاية نيويورك وانتخب عضو مجلس النواب الأمريكي.